# Bet Elazari
Bet Elazari (hebr. בית אלעזרי) – moszaw położony w samorządzie regionu Brenner, w Dystrykcie Centralnym, w Izraelu.
Na wschód od moszawu znajduje się duża baza sił powietrznych izraelskiej armii.

## Historia
Moszaw został założony w 1948 przez imigrantów ze Europy Wschodniej.

## Gospodarka
Gospodarka moszawu opiera się na intensywnym rolnictwie.

## Komunikacja
Przy moszawie przebiega droga ekspresowa nr 40  (Kefar Sawa-Ketura).